# 113
113 је била проста година.

## Догађаји
- Римски цар Трајан подиже знаменити Трајанов стуб крај Колосеума у Риму како би обележио велику победу над Дачанима у Другом дачком рату.
- Партски краљ Осрој I напада и осваја Јерменију где свог рођака поставља за марионетског владара. Тиме је прекршен 50-годишњи мировни споразум са Римским царством, а на шта Трајан реагује покретањем великог војног похода.
- Трајан испловљава из Италије и долази у Атину где га партске дипломате дочекују са маслиновим гранчицама као симболом мира. Трајан одбацује њихове предлоге за дипломатско решење и са војском креће на исток.
- Трајан одлучује да  анектира Јерменију и проглашава је римском провинцијом.

## Смрти
- Плиније Млађи, римски адвокат и научник (р. 61)